# 史普
史普（1664年—1718年），字西眉，一字田施，號紅泉，一號懺菴，江南江寧府溧陽縣人，清朝政治人物。

## 生平
生於康熙三年（1664年）八月初三日。三十五年（1696年）丙子科江南鄉試副榜，三十八年（1699年）己卯科江南鄉試第二名舉人，三十九年（1700年）庚辰科二甲第十六名進士。授直隸靜海縣知縣，例授文林郎，五十七年（1718年）七月初四日卒，享年五十五歲。

## 家族
祖父史順震，字爾長，一字南湘，號惕齋，明崇禎十年（1637年）蔭襲錦衣衛百戶，萬曆四十一年（1613年）癸丑二月十七日生，清康熙十七年（1678年）戊午四月二十一日卒，享年六十六歲。以曾孫史貽直貴贈光祿大夫經筵講官太子太保文淵閣大學士兼吏部尚書。祖母無錫錢氏（封恭人）。
父史鶴齡有四子：史夔（進士）、史普（進士）、史隨（進士）、史燾。史夔子史貽直、史貽謨均為進士。史貽直子史奕簪亦為進士。一門七進士。
夫人江都方氏（封孺人）。有五子：史貽清、史貽安、史貽寬、史貽厚、史貽磐。